# Eudorylas fumipennis
Eudorylas fumipennis är en tvåvingeart som beskrevs av Kertesz 1903. Eudorylas fumipennis ingår i släktet Eudorylas och familjen ögonflugor. Inga underarter finns listade i Catalogue of Life.